# Bryhnia noesica
Bryhnia noesica là một loài Rêu trong họ Brachytheciaceae. Loài này được (Besch.) Broth. mô tả khoa học đầu tiên năm 1909.